# Ratty
«Ratty» — сторонний проект германской музыкальной группы Scooter.

## История

### Первые упоминания в творчестве Scooter
Ratty впервые упоминается на пятом альбоме группы Scooter No Time To Chill, который вышел в 1998 году, в композиции под названием «Expecting More From Ratty» («Ожидая большего от Ratty»). Участники группы Scooter не комментировали вопросы, касавшиеся того, что такое Ratty.
Второе упоминание группой Scooter о Ratty было на шестом альбоме Back To The Heavyweight Jam 1999 года, в композиции «Psycho». В тексте этого трека есть строки «…Inspired by those people like Ratty» («…вдохновлённые такими людьми, как Ratty»).
Третье упоминание о Ratty произошло летом 2000 года, когда Scooter выпустили их двадцатый сингл «She`s The Sun», на котором находилась композиция «Sunrise (Ratty`s Inferno)» которая является би-сайдом на тему «She`s The Sun».

### Выход сингла
В январе 2001 года в интернете появился трек Ratty «Sunrise (Here I Am)», являющийся переработкой композиции Scooter «Sunrise (Ratty`s Inferno)», главное отличие — в наличии женского вокала.
В конце января на немецком музыкальном канале VIVA начался показ видео на эту композицию. Видео выполнено в стиле мистики, в главных ролях снялись три человека в масках крыс, фигурами напоминающие участников группы Scooter: Эйч Пи, Рика и Акселя.
5 февраля в Германии вышел первый сингл Ratty, «Sunrise (Here I am)», в котором присутствует инструментальная версия сингла. Сингл вышел на лейбле Kontor Records, который связан со Scooter.
После своего появления, Ratty начали выступления на концертах типа Top Of The Pop. На сцену выходили три человека из клипа в масках крыс и играли на синтезаторах, действие происходило на фоне таинственных и мистических декораций. Разговаривали они изменёнными голосами.
Вскоре после выхода первого сингла Йенс Теле признался, что Ratty является сторонним проектом Scooter. Планировался к полноценному выходу второй сингл, «Living On Video», однако он неудачно продавался в формате винила, и было принято решение не выпускать его в формате CD.
В последний раз Ratty упоминается в творчестве Scooter в 2007 году, когда вышел альбом The Ultimate Aural Orgasm, где присутствует трек № 7 — песня под названием «Ratty’s Revenge».

## Участники
На первом сингле Ratty в описании диска напечатано, что авторами всех композиций являются: Dave «Bass» Parker, Slivo, Ed Harris и Finn Reder.
Изначально слушатели думали, что Ratty — это один человек со странным именем, но позже оказалось, что Ratty — это три человека, спрятанные за масками крыс.
Если проводить параллель со сменой состава группы Scooter, то состав Ratty выглядит следующим образом:
- Эйч Пи Бакстер
- Йенс Теле
- Рик Джордан (до 2014 года)
- Аксель Кун (до 2002 года)
- Джей Фрог (до 2006 года)
- Михаэль Симон (с 2006 года) — не участвовал ни в одной из записей Ratty, но участвовал в создании песни «Ratty’s Revenge» 2007 года

## Дискография

### Синглы
- Sunrise (Here I Am) (2001) — Art. Nr.: 139 158 648-2, награды:
  - Бельгия — 32
  - Германия — 36
  - Нидерланды — 37
  - Великобритания — 51
  - Австрия — 62
- Living On Video (2001) — Art. Nr.: Kontor187

### Ratty Remix
- 2001: Marc Et Claude — Loving You (Ratty Remix)
- 2001: Marc Et Claude — Loving You (Ratty UK Remix)
- 2001: Gouryella — Tenshi (Ratty Remix)
- 2001: Starsplash — Wonderful Days 2001 (Ratty Remix)
- 2001: ATB — Hold You (Ratty Mix)
- 2003: Ron Van Den Beuken — Timeless (Ratty Full On Vocals Remix)
- 2003: Ron Van Den Beuken — Timeless (Ratty Dub Mix)